# Felivaru (Lhaviyani-atol)
Felivaru is een van de onbewoonde eilanden van het Lhaviyani-atol behorende tot de Maldiven.